# MBDA Aster
Aster är ett luftvärnsrobotsystem med medellång räckvidd som utvecklats av MBDA och Thales Group. Robotarna finns i två storlekar. Den mindre Aster 15 och den större Aster 30. Den sistnämnda har tillräckligt hög prestanda för att kunna användas mot ballistiska mål. Aster-robotar är integrerade i det landbaserade luftvärnssystemet SAMP/T och det sjöbaserade PAAMS. Namnet kommer av den grekiske flodguden Asterion.

## Utveckling
I maj 1989 tecknades en viljeförklaring mellan Frankrike och Italien att utveckla ett nytt luftvärnsrobotsystem med längre räckvidd än Crotale och Aspide samt med bättre träffsäkerhet och tillförlitlighet än Standard ER och Sea Dart. De första provskjutningarna ägde rum 1993 och den första provskjutningen mot ett flygande mål genomfördes 1995. Vid de sista testerna i november 1997 stod det klart att Aster i de flesta fall klarade av att förstöra sina mål med direktträff även under svåra förhållanden som till exempel radarstörning. Det första kompletta systemet togs i tjänst ombord på det franska hangarfartyget Charles de Gaulle i maj 2001. I november 2003 startade den fullskaliga serieproduktionen, inte bara för Frankrike och Italien utan även exportkunderna Storbritannien och Saudiarabien.

## Varianter
De två huvudversionerna Aster 15 och Aster 30 är till det yttre identiska så när som på första raketsteget som är en knapp meter längre på Aster 30. Aster 30 har utvecklats från grundversionen (Block 0) till versioner med förbättrad förmåga att användas som antiballistisk robot.
- Aster 15 – Luftvärnsrobot med 30 km räckvidd.
- Aster 30 Block 0 – Luftvärnsrobot med 120 km räckvidd.
- Aster 30 Block 1NT – Luftvärnsrobot med kapacitet att bekämpa kortdistansrobotar (SRBM).
- Aster 30 Block 2 BMD – Luftvärnsrobot med kapacitet att bekämpa medeldistansrobotar (MRBM).

## Användare
- Algeriets flotta – Aster 15 ombord på amfibiefartyget Kalaat Béni Abbès.
- Egyptens flotta – Aster 15 ombord på fregatten Tahya Misr.
- Frankrikes flotta – Aster 15 ombord på hangarfartyget Charles de Gaulle samt Aster 15 och 30 ombord på två Horizon-klass fregatter.
- Frankrikes flygvapen – Aster 30 för 7 stycken SAMP/T-batterier.[3]
- Italiens flotta – Aster 15 ombord på hangarfartyget Conte di Cavuor samt Aster 15 och 30 ombord på två Horizon-klass fregatter.
- Italiens armé – Aster 30 för 3 stycken SAMP/T-batterier.[3]
- Marockanska flottan – Aster 15 ombord på fregatten Mohammed VI.
- Saudiarabiens flotta – Aster 15 ombord på tre Al Riyadh-klass fregatter.
- Republiken Singapores flotta – Aster 15 och 30 ombord på sex Formidable-klass fregatter.
- Republiken Singapores flygvapen – Aster 30 för 3 stycken SAMP/T-batterier.[4]
- Royal Navy – Aster 15 och 30 ombord på sex Daring-klass jagare.